# Jef Dutillieu
Pierre-Joseph Dutillieu (beter bekend als Jef Dutillieu) (Sint-Gillis, 1876 – Ukkel, 1960) was een Belgisch figuratief kunstschilder.

## Levensloop
Jef Dutillieu was de oudste van vijf kinderen uit een arbeidersgezin. Om financiële redenen hij reeds vanaf zijn 13de tewerkgesteld als vergulder en ornamentbeeldhouwer.
15 jaar lang volgde hij de lessen aan de tekenacademie van Sint-Gillis. ’s Zondags vertoefde hij graag op het Brusselse platteland waar hij het gezelschap van landschapschilders zocht.
Hij studeerde ook aan de Academie voor Schone Kunsten in Brussel (1895-1896). Studiegenoten waren er onder meer Emile Bulcke, Jacques Madyol, Paul-Jean Martel en Philippe Swyncop.
Zijn debuut was in het Salon 1906 in Gent met “Kanaal te Veeweyde”.
In 1911 nam hij deel aan een groepstentoonstelling met 5 collegas-landschapschilders in “De Jachthoorn” in de Defrélaan in Ukkel.
Hij exposeerde in Ukkel ook in groepsverband samen met collega’s van “Le Cercle d’Art" en “Le Prisme”, dit ook tijdens de Eerste Wereldoorlog.

## Schilder van de “verwoeste gewesten”
Na de Eerste Wereldoorlog legde hij zich een tijdlang toe op het schilderen van gezichten uit de Verwoeste Gewesten: tot ruïnes verworden steden en dorpen uit de Westhoek. Hij exposeerde ze o.a. in het Oostendse Kursaal in 1920 tijdens een dubbeltentoonstelling met Emile Bulcke.
Omwille van de gezondheid van zijn dochtertje kwam hij twee jaar aan zee wonen, in Oostende. In 1920 keerde hij terug naar Brussel-Ganzenvijver en in 1924 bouwde hij in de Visserstraat in Ukkel/St. Job een woning met atelier.
Dutillieu bezocht tijdens het interbellum diverse streken in België, Nederland en Frankrijk om er landschappen te schilderen.
Dutillieu stelde regelmatig tentoon met de groep van “Uccle Centre d’Art”, wellicht tot in 1956. De meeste van die groepstentoonstellingen gingen door in de orangerie van het Kasteel van Wolvendael. Hij had ook een gezamenlijke tentoonstelling met o.a. Emile Bulcke in het Kursaal van Oostende.
Dutillieus laatste bekende individuele tentoonstelling was al in 1948, in de Galerij “Studio” in de Karmelietenstraat aan de Brusselse Zavel. Het Candelaershuys in Ukkel wijdde nog een postume tentoonstelling aan hem in 2000.

## Oeuvre
Jef Dutillieu schilderde marines, landschappen, stillevens en figuurstukken. Een speciaal aspect van zijn oeuvre is de reeks gezichten op de “Verwoeste Gewesten” : de verschrikkelijke oorlogsvernielingen in de Westhoek.
Zijn stijl situeert zich tussen realisme en neo-impressionisme, een veel gebruikte stijl door traditionele figuratieve kunstenaars uit zijn tijd, zoals de meer bekende Louis Clesse en Victor Gilsoul. Een van zijn belangrijkste werken was een triptiek met tafereel van de Oostendse Vismijn.
In 1926 werd Dutillieu benoemd tot ridder in de Kroonorde.
Op veilingen behaalt Dutillieu behoorlijke prijzen : zijn olieverf op doek "Bergachtig landschap met boerderij en koeien. " werd in mei 2005 geschat op €2.000 bij Bernaerts, Antwerpen.

## Musea
- Brussel, Museum Broodhuis
- Brussel, Museum van het Leger en de Krijgsgeschiedenis
- Ukkel, Gemeentelijke verzameling
- Oostende, Kunstmuseum aan Zee ("De Vindictive in de haven van Oostende", "Staketsel bij woelige zee", "Stilleven met vis, citrusvruchten en koperen ketel")

- RKD-Nederlands Instituut voor Kunstgeschiedenis: 25097
- Union List of Artist Names: 500136524
- Virtual International Authority File: 5005153596643051900001